# Hipparchia (chi bướm)
Hipparchia là một chi bướm thuộc họ Nymphalidae.

## Danh sách các loài
- Hipparchia alcyone (Denis and Schiffermüller, 1775)
- Hipparchia aristaeus (Bonelli, 1826)
- Hipparchia autonoe (Esper, 1784).
- Hipparchia azorina (Strecker, 1899) - Azores Grayling
- Hipparchia christenseni Kudrna, 1977.
- Hipparchia cretica (Rebel, 1916)
- Hipparchia cypriensis (Holik, 1949).
- Hipparchia delattini Kudrna, 1975
- Hipparchia ellena (Oberthür, 1894)
- Hipparchia fagi (Scopoli, 1763)
- Hipparchia fatua (Feryer, 1844)
- Hipparchia fidia (Linnaeus, 1767)
- Hipparchia hansii (Austaut, 1879)
- Hipparchia maderensis (Bethune-Baker, 1891) - Madeiran Grayling
- Hipparchia mersina (Staudinger, 1871).
- Hipparchia neomiris (Godart, 1824)
- Hipparchia parisatis (Kollar, 1849). - White-edged Rock Brown
- Hipparchia pellucida (Stauder, 1924).
- Hipparchia pisidice (Klug, 1832).
- Hipparchia powelli (Oberthür, 1910)
- Hipparchia semele (Linnaeus, 1758) - Grayling
- Hipparchia statilinus (Hufnagel, 1766)
- Hipparchia stulta (Staudinger, 1882).
- Hipparchia syriaca (Staudinger, 1871)
- Hipparchia volgensis (Mazochin-Porshnjakov, 1952).
- Hipparchia wyssii (Christoph, 1889)